# Connettivo (botanica)

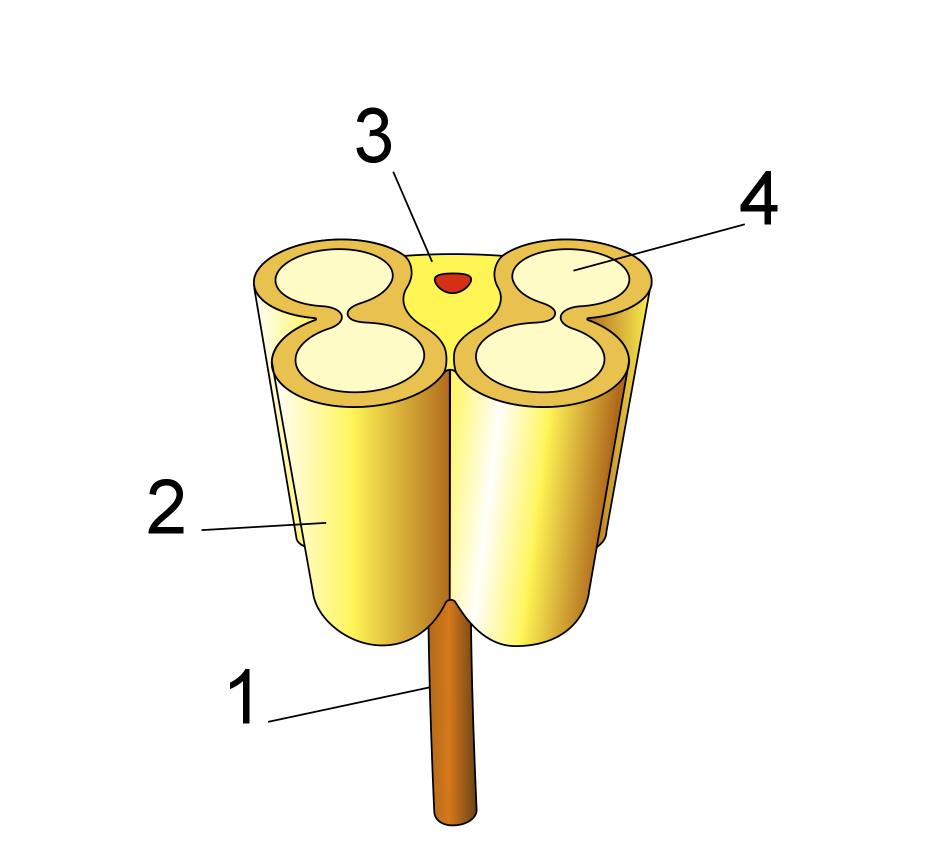
Schema di un'antera sezionata trasversalmente. 1: Filamento; 2: Teca; 3: Connettivo (i vasi conduttori in rosso); 4: Sacco pollinico (anche detto sporangio).

In botanica, si definisce connettivo la porzione di tessuto sterile dell'antera situata fra le teche, che fa corpo con esse e le mantiene unite. Normalmente è poco sviluppato, in modo tale che le teche emergono ampiamente; in alcune angiosperme primitive, tutto lo stame può essere più o meno fogliaceo e il connettivo può raggiungere un grande sviluppo, così da separare ampiamente le teche. In alcuni casi il connettivo presenta appendici di forme molto variate che hanno importanza sistematica (per esempio nelle melastomatacee).